# Pierre Conte-Grandchamp
Pour l’article homonyme, voir Pierre Conte.
Pierre Conte-Grandchamps est un ingénieur des ponts et chaussées ayant notamment participé, en collaboration avec les ingénieurs Graeff et de Montgolfier, à la construction du barrage du Gouffre d'Enfer en 1862, sous le règne de Napoléon III.

## Biographie
Né à Angoulême le 27 août 1816 et mort à Saint-Étienne le 13 décembre 1892 à l'âge de 76 ans, il est le fils de Jean Conte-Grandchamp et de Catherine Glénard.
Il entre dans l'école des ponts et chaussées le 20 novembre 1837 en tant qu'élève à vingt-et-un ans et devient aspirant ingénieur le 28 octobre 1840. Le 18 novembre 1842, par ordonnance du roi, il est nommé au grade d’ingénieur ordinaire de deuxième classe au corps royal des ponts et chaussées ; par arrêté du 8 avril 1851, il est élevé au grade d’ingénieur ordinaire de première classe.
Au cours de sa carrière professionnelle, il est régulièrement présent autour de Saint-Étienne, de 1842 à 1848 et de 1856 à 1861, à différents postes : dans la première période stéphanoise, il mène des études relatives à l’établissement d’un canal de Roanne au Rhône par Saint-Étienne et est chargé du service de navigation et de contrôle et surveillance de l’exploitation des chemins de fer dans le département de la Loire. En 1856 à son retour sur le territoire, il est chargé du service de l'arrondissement de Saint-Étienne puis affecté à la fois au contrôle des travaux et de l’exploitation du chemin de fer de Rhône et Loire et au service des inondations, et, enfin, contrôle le chemin de fer de Paris à Lyon.
Pendant cette double période stéphanoise, il met en place un système de fontaines publiques dans toute la ville de Saint-Étienne, dont certaines sont encore visibles de nos jours. Il participe également à la construction du barrage du Gouffre d'Enfer à Rochetaillée, à quelques kilomètres au sud de Saint-Étienne.
Outre son passage à Saint-Étienne, il occupe de nombreux autres postes sur le territoire français : en 1842 à Narbonne, en 1848 à Mont-de-Marsan, en 1849 à l'Île-Rousse, en 1851 à Périgueux, en 1853 à Gray, en 1855 à Grenoble, en 1861 dans les Basses-Alpes, en 1863 dans les Alpes-Maritimes, en 1869 dans les Basses-Pyrénées et en 1874 dans le Rhône,.
Il obtient plusieurs distinctions au cours de sa carrière : par décret du 5 août 1857, il est nommé chevalier de la Légion d’honneur pour honorer ses vingt ans de services puis, par décret du 5 novembre 1864, est promu au grade d’officier. En 1867, il obtient également le titre de chevalier de l'ordre des Saints-Maurice-et-Lazare.
Une rue de la ville de Saint-Étienne porte aujourd'hui son nom, entre la rue Sauvignet et la rue de la Valse ; malgré la disparition du S final dans son nom de famille.

## Publications
- Alimentation des fontaines publiques de Saint-Étienne, Saint-Étienne, Théolier, 1848
- La Corse, sa colonisation et son rôle dans la Méditerranée, Paris, Hachette, 1859
- Note sur l'utilité des plantations pour prévenir l'amoncellement des neiges sur les routes, Paris, 1859
- Ville de Saint-Étienne : hôpitaux de Saint-Étienne, Saint-Étienne, Ménard et Ding, 1882
- Eaux de Saint-Étienne, (éditeur inconnu), 1890
- Le Nouvel Hôpital, (éditeur inconnu), 1890